# Chastity Reed
Chastity Reed (New Orleans, 28 marzo 1989) è un'ex cestista e allenatrice di pallacanestro statunitense, professionista nella WNBA.

## Carriera
È stata selezionata dalle Tulsa Shock al terzo giro del Draft WNBA 2011 (25ª scelta assoluta).